# Cyclone
Cyclone — мова програмування, створена 2006 року, під впливом C. Більше не підтримується, але багато ідей цієї мови було використано в Rust

## Виноски
1. ↑  Офіційний сайт